# Глуховский городской краеведческий музей
Глуховский городской краеведческий музей (коммунальное учреждение «Глуховский городской краеведческий музей») — краеведческий музей в Глухове (райцентр Сумской области), который является собранием материалов и предметов историко-культурного развития и персоналий, связанных с городом, отражает значение Глухова как важного исторического центра Украины.

## История музея

### От основания до Великой Отечественной войны
Краеведческий музей в Глухове — один из старейших на Украине, поскольку его фондовая коллекция берёт своё начало в сентябре 1902 года. Именно тогда вдова председателя Нежинского уездного суда Н.В. Щугарова передала Глуховском земству принять библиотеку, коллекцию гравюр и документов по истории края. Подарок Н. А. Шугуровой стал основанием для создания в городе музея. Инициатором и главным организатором создания музея был известный украинский историк, общественный и государственный деятель, в то время земский врач Пётр Дорошенко.

Следовательно, 23 сентября 1902 года земские собрания утвердили правила сбора местной старины:
«Зібрати і зберегти для нащадків різного роду пам'ятки місцевої старовини, як речові так і документальні, старовинну зброю, предмети старовинного ужитку, портрети місцевих діячів, картини, гравюри, археологічні знахідки і всякого роду історичні та юридичні акти».
Часть своих коллекций передали в музей местные меценаты — Александровичи, Амосовы, Дорошенко, Ярости, Миклашевский, Неплюев, Скоропадские, Терещенко.
С начала 1920-х годов начался планомерный сбор музейных ценностей из дворянских усадеб, государственных и общественных организаций. В то же время из села Ярославец Глуховского уезда из имения Кочубеи были перевезены мебель, мраморные изделия, художественная бронза, фарфор, а весной 1922 года — учитель В. И. Рыженко перевёз в Глухов собрание фарфора из села Волокитино.
Перед Великой Отечественной войной фонд музея по своему объёму и ценности являлся довольно значимым на Украине. Находилась она в течение 1930 -1941 годах в Трёх-Анастасиевском кафедральном соборе.

### Прекращение работы и восстановления музея в послевоенное время
После Великой Отечественной войны музей не смог приспособить свою экспозицию в соответствии с требованиями тех лет, и по приказу Министра культуры УССР № 478 от 21 мая 1954 года было приостановлена деятельность Самборского, Яворивского, Старо-Константиновского, Новгород-Северского, Глуховского краеведческих музеев и Дергачёвского мемориального музея А. М. Матющенко как музеев, не имеющих надлежащих фондов для образования экспозиций и не отвечают в связи с этим растущим потребностям населения. Акты комиссий по передаче фондов, имущества и оборудования музеев, утвержденные областными управлениями культуры, нужно было передать в Министерство не позднее 5 июня того же года. Тогда же по распоряжению исполкома Сумского областного совета депутатов трудящихся № 186-р от 31 мая 1954 года фонды, инвентарь, оборудование и библиотеку Глуховского краеведческого музея были переданы Сумскому краеведческому музею и распределены между краеведческим и художественным музеями, а его помещение- Глуховской районной библиотеке.
Собрав новую коллекцию и разместив её в здании районной библиотеки, музей на общественных началах возобновил свою работу в ноябре 1973 года.

### Музей в наши дни
С мая 1997 года музейное учреждение функционирует как Глуховский городской краеведческий музей.
В декабре 2002 года было полностью обновлена экспозиция заведения, и в следующем 2003 году краеведческий музей получил новое помещение — отреставрированное здание бывшего Дворянского собрания. Для восстановления краеведческого музейного центра в Глухове в начале 2000-х большой вклад внёс местный музейник В. М. Мажуга при содействии тогдашней областной и городской власти: лично городского головы Н. А. Деркача и тогдашнего председателя Сумской ОГА Владимира Щербаня.
Однако современная фондовая коллекция, в отличие от потерянной, не может полноценно осветить историю края и особенно XVIII века, поэтому работники музея неоднократно поднимали вопросы о возвращении экспонатов.
Значительным событием культурной жизни Глухова стало празднование в 2008 году 300-летия провозглашения города столицей гетманской Левобережной Украины. Так, 6 ноября 2008 года в музее была презентована книга-фотолетопись «Глухов. Взгляд сквозь века», руководителем авторского коллектива которой стала городской голова Елена Мельник, художественное оформление осуществил заслуженный художник Украины Владимир Ермаков.

## Фонды и экспозиция
Фонды Глуховского городского краеведческого музея насчитывают более 12 тысяч музейных экспонатов
Современная музейная экспозиция, расположенная в шести залах (5 экспозиционных и выставочная), а именно:
- центральный зал — выставочно-торжественная, здесь проводятся выставки художественных работ, изделий народных мастеров, научно-практические конференции, праздничные собрания, торжественные регистрации браков. Здесь демонстрируется один из музейных раритетов — флаг города Глухова образца 1878 года;
- зал «Природа края» — рассказывает о полезных ископаемых, рельефе, климате, почвах, водных ресурсах, флоре и фауне Глуховщины; здесь представлены также палеонтологические находки, фрагменты керамики археологических культур, присущих края, в частности ямочно-гребенчатой;
- зал «Глухов средневековый» — освещает историю города от древности: основания во времена Киевской Руси до Нового времени (XVII век). В этой экспозиции демонстрируются, в частности, изделия из керамики, орудия труда, оружие, украшения, монеты. Мемориальный комплекс залы рассказывает о Глуховская трагедии 1352 года, когда чума, пришедшая из Западной Европы, истребила всё население города. Отдельно освещены историю Глуховского Успенского монастыря, игуменьей которого была мать Ивана Мазепы Мария Магдалина и Глуховско-Петропавловского монастыря, где с 1686 до 1697 год игуменом являлся Дмитрий Ростовский;
- зал «Глухов гетманский» — посвящена одной из главных страни истории Глухова, когда в 1708—1782 годах он был столицей Левобережной Украины. Здесь, в частности, освещается деятельность гетманов Войска Запорожского Мазепы, Демьяна Многогрешного, Ивана Скоропадского, Павла Полуботки, Даниила Апостола, Кирилла Разумовского; представлены гербы знаменитых глуховских дворянских семей; демонстрируется редкое издание, датированное 1766 годом — Евангелие напрестольное; есть уголок выдающихся композиторов хорового искусства М. С. Березовского и Д. С. Бортнянского;
- «Глухов в XIX—XX веках».

В экспозиции Глуховского краеведческого музея, меценатов Терещенко, Неплюевых, братьев Нарбутов, глуховский период Александра Довженко, а также духовных святынь края.
Оригинальные экспонаты освещают светлые и трагические страницы истории Глуховщины, фарфор Волокитинского фарфорового завода (1839 — 1863 годы), документы, награды, личные вещи Героя Советского Союза Николая Жужомы и т. д.